# John Flamsteed

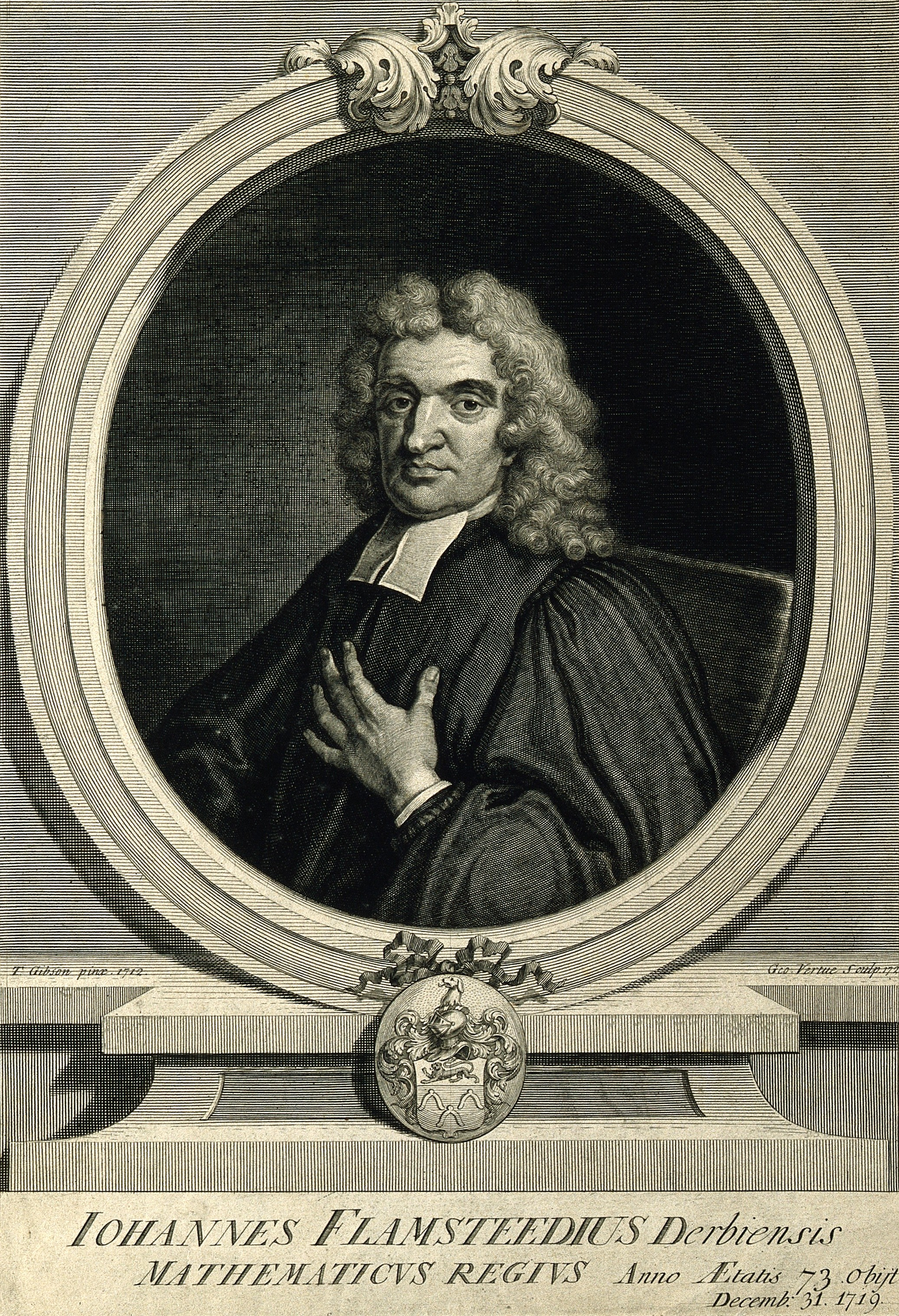
John Flamsteed

John Flamsteed (1646-1719) was een Brits astronoom, wiens belangrijkste verwezenlijkingen de oprichting van de sterrenwacht te Greenwich en de introductie van zijn eigen Flamsteed-aanduiding voor het benoemen van sterren waren.
Het Koninklijk Greenwich Observatorium werd in 1675 opgericht, hetzelfde jaar waarin Flamsteed benoemd werd tot de eerste Astronomer Royal. Daarmee was hij automatisch directeur van deze instelling, wier gebouw in 1676 werd geopend.
In 1603 introduceerde Johannes Bayer het naar hem vernoemde Bayer-systeem voor de benoeming van sterren, waarbij een sterrennaam gevormd wordt door een letter uit het Griekse alfabet, gevolgd door de genitief van de Latijnse benaming van het sterrenbeeld waarin zich het hemellichaam in kwestie bevindt. Een voorbeeld: Alpha Centauri.

Flamsteed verving ten opzichte van bovenstaand voorbeeld de letter door een nummer. Het vanzelfsprekende voordeel van dit systeem is dat, in tegenstelling tot letters uit een alfabet, een getallenrij eindeloos kan doorgaan. Zo bevat het sterrenbeeld Hercules bijvoorbeeld sterren als '101 Herculis', '102 Herculis', enzoverder. Het systeem van Flamsteed wordt nog steeds in hemelatlassen gebruikt als een van de eenvoudigste en transparantste manieren om sterren een naam te geven. Daarmee is niet gezegd dat het stelsel van Bayer niet meer gebruikt wordt; zo staat de ster Kornephoros vooral bekend als "beta Herculis".
- Bibsys: 90163701
- Biblioteca Nacional de Chile: 000157787
- Bibliothèque nationale de France: cb13524243n (data)
- Catàleg d'autoritats de noms i títols de Catalunya: 981058528062706706
- CiNii: DA0320489X
- Digitale Bibliotheek voor de Nederlandse Letteren: flam009
- Gemeinsame Normdatei: 119325748
- International Standard Name Identifier: 0000 0000 8388 9028
- Library of Congress Control Number: n84155703
- Mathematics Genealogy Project: 234539
- Bibliotheek van het Japanse parlement: 00466530
- Nationale Bibliotheek van Tsjechië: xx0247070
- Nationale bibliotheek van Australië: 35088051
- Nationale Bibliotheek van Israël: 987007452483005171
- Nationale Bibliotheek van Polen: a0000003420360
- Nederlandse Thesaurus van Auteursnamen: 160564611
- Réseau des bibliothèques de Suisse occidentale: 02-A009581389
- SNAC: w69w0kb3
- Système universitaire de documentation: 050329790
- Trove: 822880
- Virtual International Authority File: 64164356
- WorldCat: E39PBJxGWwyJH8GBBD6qhXGvHC